# Ilão (província)
Ilão (em persa: ایلام; romaniz.: Ilam) é uma província do Irã sediada em Ilão. Tem 20 133 quilômetros quadrados e segundo censo de 2019, havia 597 000 residentes. Se divide em 10 condados.